# José Pamplona
José Pamplona Lecuanda (Zacatecas, 6 febbraio 1911 – ...) è stato un cestista messicano.

## Carriera
Ha vinto la medaglia di bronzo con il Messico alle Olimpiadi di Berlino 1936, giocando una partita.